# Sex List
Ne doit pas être confondu avec The Sex List.
Pour plus de détails, voir Fiche technique et Distribution.
Sex List — [S]ex List selon la graphie de l'affiche — (What’s Your Number?), ou C'est quoi ton numéro? au Québec, est un film américain de Mark Mylod sorti en 2011.

## Synopsis
Ally a l'impression d'avoir raté sa vie : elle n'a plus d'emploi depuis peu et est incapable d'entretenir de relations sérieuses. Rick, son dernier petit ami en date l'a même plaquée pour ne pas assister au mariage de sa sœur Daisy. En lisant un article dans la presse féminine, elle apprend que les femmes ont en moyenne 10,5 amants. Pendant l'enterrement de vie de jeune fille de Daisy, les demoiselles d'honneur lui apprennent que les filles ayant une relation avec plus de 20 hommes, ne se marient pas. Après avoir listé l'ensemble de ses ex, Ally commence à perdre l'espoir de se marier un jour. Elle fait alors le serment de ne pas dépasser le chiffre 20, et sollicite l'aide de son voisin, Colin Shea, pour retrouver l'ex de sa vie. Mais finalement tout ne va pas se passer comme elle aurait imaginé...

## Fiche technique
- Titre original : What’s Your Number?
- Titre français : [S]ex List
- Titre québécois : C’est quoi ton numéro?
- Réalisation : Mark Mylod
- Photographie : J. Michael Muro
- Sociétés de production : Regency Enterprises, Contrafilm
- Pays de production :  États-Unis
- Langue originale : anglais
- Genre : comédie
- Durée : 108 minutes
- Dates de sortie :
  - États-Unis : 30 septembre 2011
  - France : 5 octobre 2011

## Distribution
- Anna Faris (VF : Élisabeth Ventura ; VQ : Violette Chauveau) : Ally Darling, locataire du 6C
- Chris Evans (VF : Maël Davan-Soulas ; VQ : Antoine Durand) : Colin Shea, locataire du 6A
- Ari Graynor (VF : Bénédicte Bosc ; VQ : Mélanie Laberge) : Daisy Darling, sœur d'Ally
- Blythe Danner (VF : Frédérique Tirmont ; VQ : Johanne Garneau) : Ava Darling, mère d'Ally et de Daisy
- Ed Begley Jr. (VF : Gabriel Le Doze ; VQ : Benoît Rousseau) : Mr Darling, père d'Ally et de Daisy
- Oliver Jackson-Cohen : Eddie Vogel, le fiancé de Daisy
- Chris Pratt (VF : Charles Pestel) : Donald le dégueulasse (no 1)
- Dave Annable (VF : Pascal Nowak ; VQ : Nicholas Savard L'Herbier) : Jake Adams (no 2)
- Martin Freeman (VF : Yann Peira) : Simon Forester, le divorcé anglais
- Andy Samberg : Gerry Perry, le marionnettiste
- Thomas Lennon (VF : Laurent Morteau) : Barrett Ingold, le gynécologue
- Anthony Mackie (VF : Diouc Koma) : Tom Piper, le candidat au Sénat et gay planqué
- Zachary Quinto : Rick, le cycliste vegan (no 18)
- Joel McHale (VF : Alexis Victor) : Roger le boss (no 19)
- Heather Burns (VF : Marie-Eugénie Maréchal ; VQ : Valérie Gagné) : Eileen
- Eliza Coupe (VF : Emmanuelle Rivière) : Sheila, la demoiselle d'honneur à 13 amants
- Kate Simses (VF : Lydia Cherton ; VQ : Émilie Josset) : Katie, la demoiselle d'honneur à 4 amants
- Tika Sumpter (VF : Laura Zichy) : Jamie, la demoiselle d'honneur à 9 amants
- Jacquelyn Doucette : la mère de Sheila
- Denise Vasi : Cara
- Mike Vogel : Dave Hansen
- Sondra James (en) : la dame avec la plante

Source et légende : version française (VF) sur Allodoublage ; version québécoise (VQ) sur Doublage.qc.ca.